# Putkaste (Hiiumaa)
Putkaste (Duits: Putkas) is een plaats in de Estlandse gemeente Hiiumaa in de gelijknamige provincie. De plaats heeft de status van dorp (Estisch: küla).
Tot in oktober 2017 behoorde het dorp tot de gemeente Käina. In die maand werden de vier gemeenten van de provincie Hiiumaa samengevoegd tot één gemeente Hiiumaa.

## Bevolking
De ontwikkeling van het aantal inwoners blijkt uit het volgende staatje:
| Jaar            | 2000 | 2011 | 2021 |
| --------------- | ---- | ---- | ---- |
| Aantal inwoners | 122  | 108  | 105  |

## Ligging
Putkaste ligt aan de Tugimaantee 83, de secundaire weg van Suuremõisa via Käina naar Emmaste. De Tugimaantee 81, de secundaire weg van Käina naar Kärdla, loopt over een korte afstand langs de westgrens van de plaats.

## Geschiedenis
Putkaste werd voor het eerst genoemd in 1565 onder de naam Berent Tittfers-Hof, een landgoed op grond die eerder had toebehoord aan de bisschop van Ösel-Wiek. Een alternatieve naam was Saulepe. In 1606 werd het voor het eerst Putkas genoemd. In 1620 werd Putkas samen met het landgoed Großenhof (Suuremõisa) door de Zweedse koning ten geschenke gegeven aan Jakob De la Gardie. Tussen 1691 en 1755 was het een kroondomein. In 1805 kwam het in handen van majoor baron Peter von Stackelberg. Tot in 1919 bleef het in handen van diens familie. De laatste eigenaar voor het landgoed in 1919 door het onafhankelijk geworden Estland werd onteigend, was barones Margarethe von Stackelberg.
Het landhuis van kalksteen, met twee woonlagen, dateert vermoedelijk uit de jaren tien van de 19e eeuw. Het is sindsdien vele malen verbouwd en diende in de jaren dertig van de 20e eeuw als landbouwschool. Na de Tweede Wereldoorlog kwam deze school terug in Suuremõisa. Tijdens de Sovjetbezetting was in het landhuis het hoofdgebouw van een sovchoz gevestigd. In 1977 kreeg Putkaste een technische school. Het landhuis en zijn bijgebouwen zijn vaak geteisterd door brand. De laatste was in 2007, toen een voormalige schuur compleet uitbrandde. Het landhuis en de meeste bijgebouwen zijn in slechte staat.
Na 1920 bleef een nederzetting Putkaste op het voormalige landgoed over. Tussen 1977 en 1997 maakte Putkaste deel uit van de vlek Käina, die ten zuidwesten van het dorp ligt. Sinds 1997 is het een apart dorp.

## Foto's

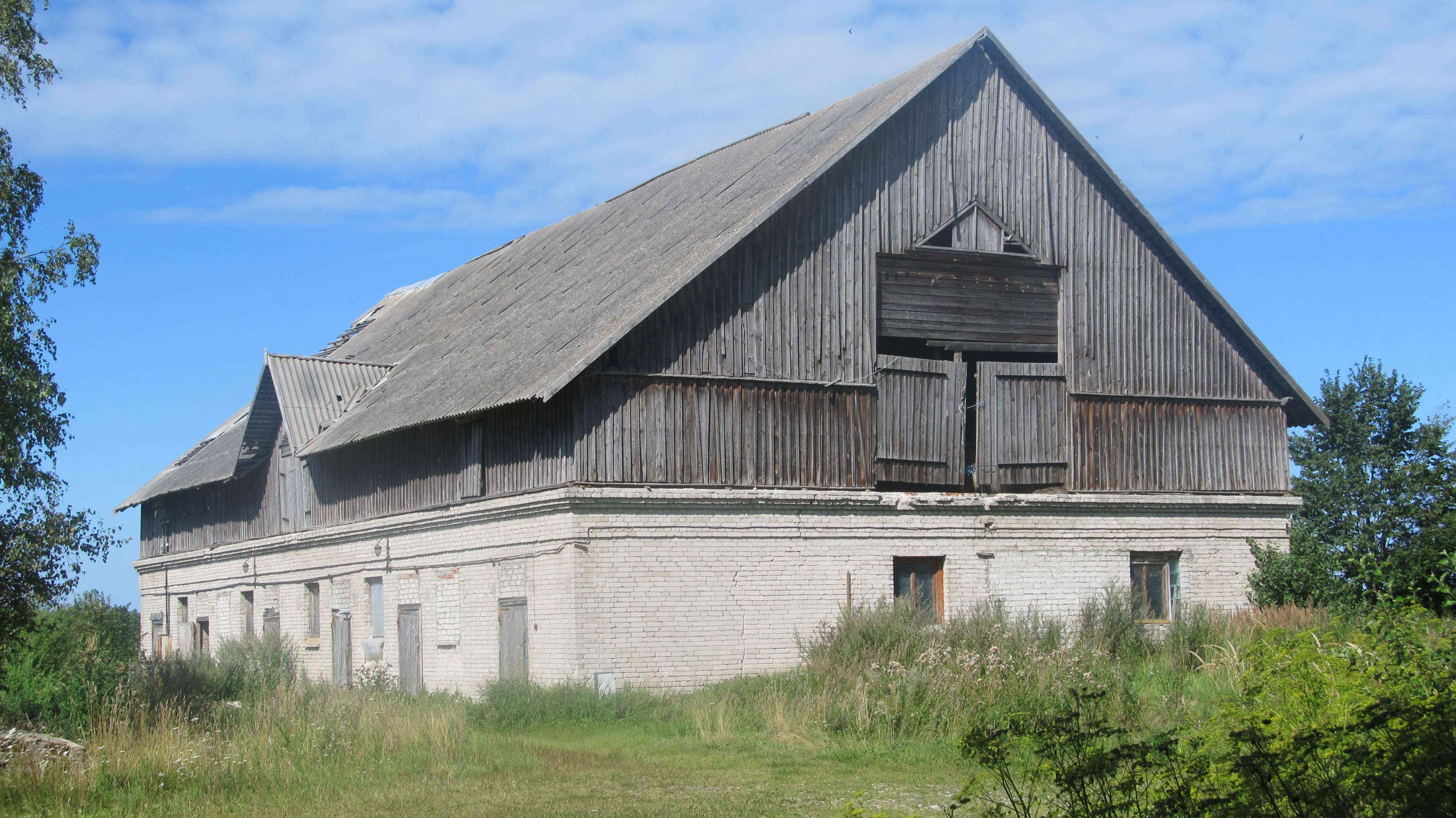
Een van de gebouwen van de voormalige sovchoz
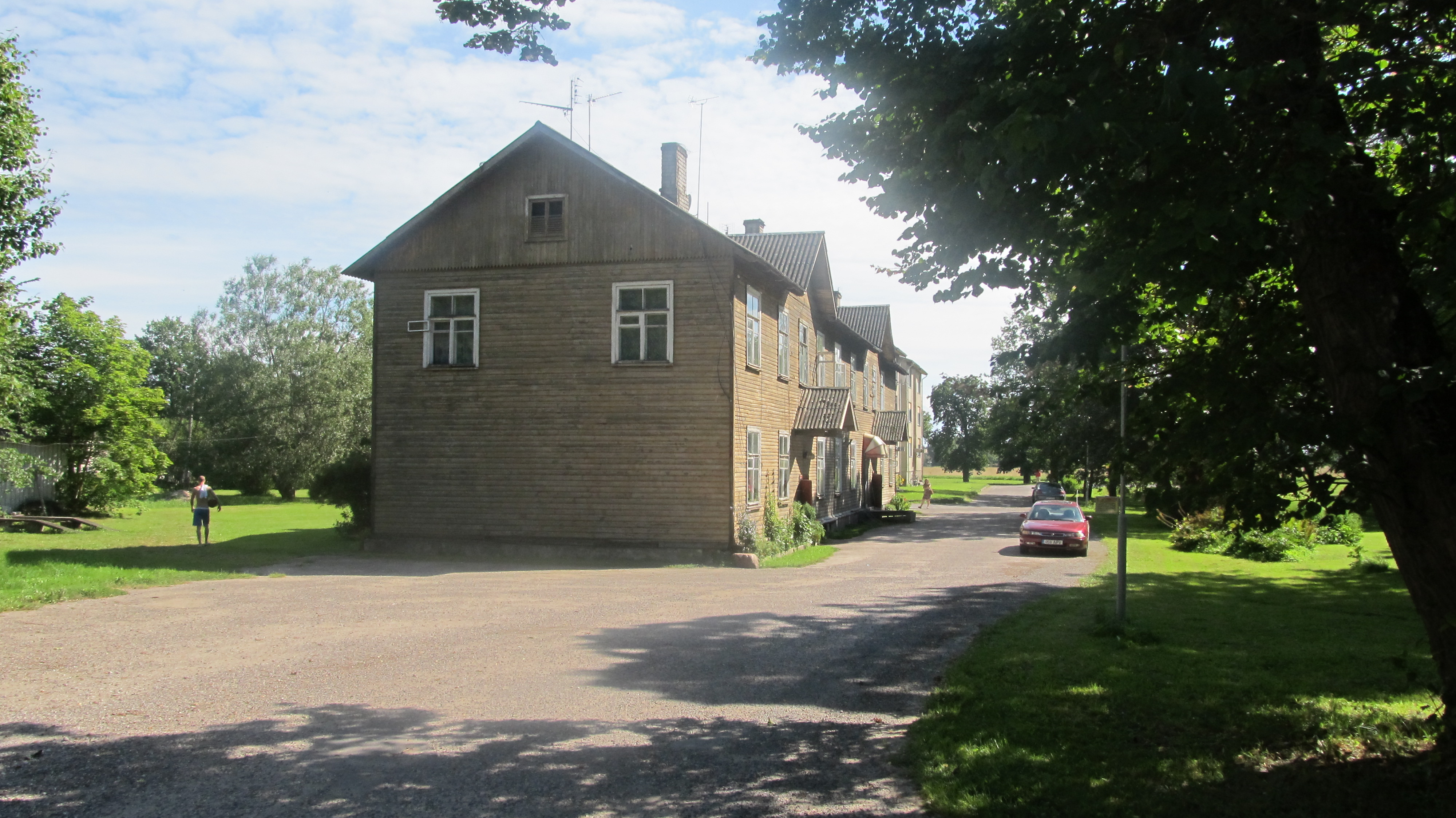
Houten huis
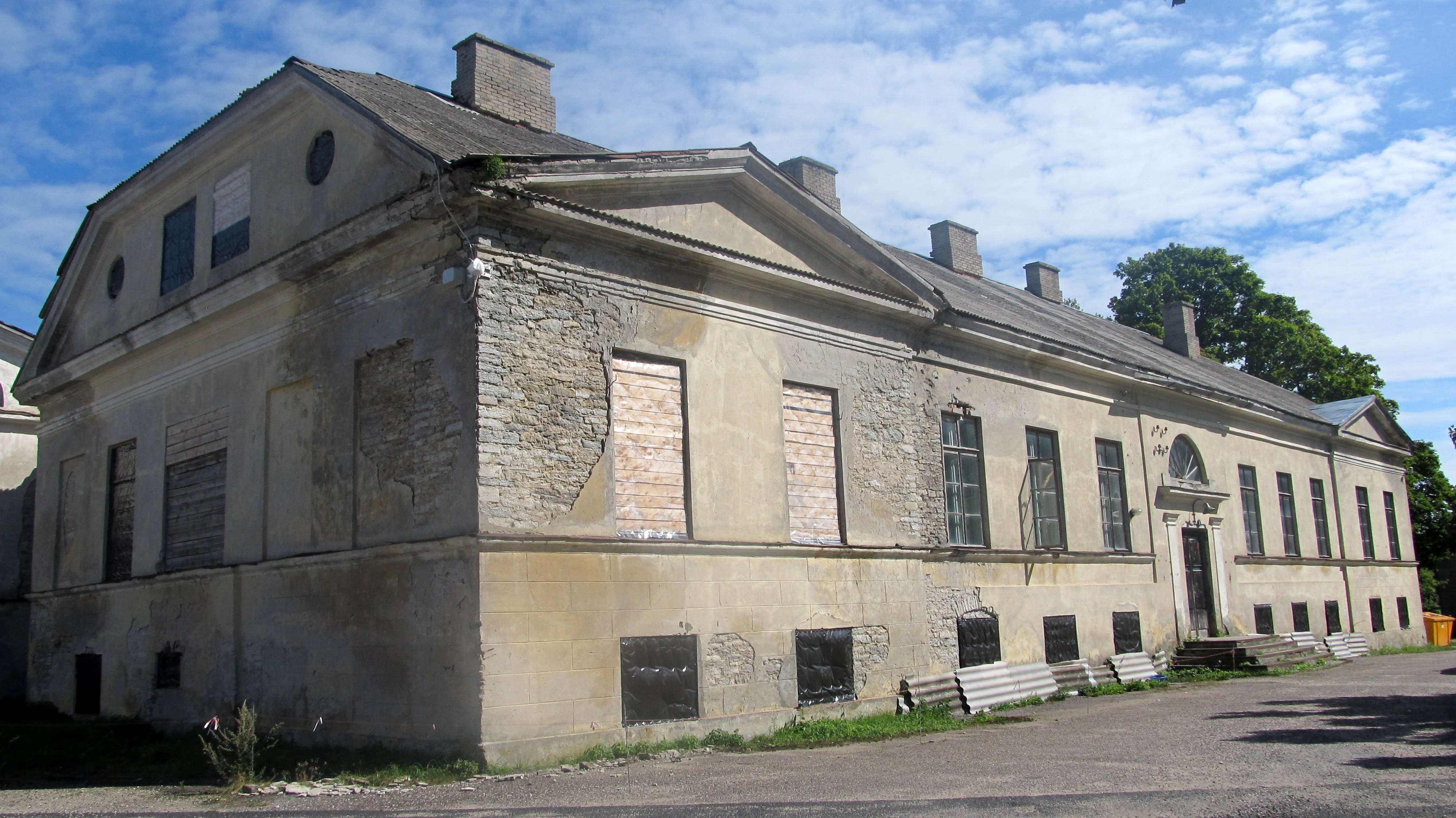
Het landhuis in 2012
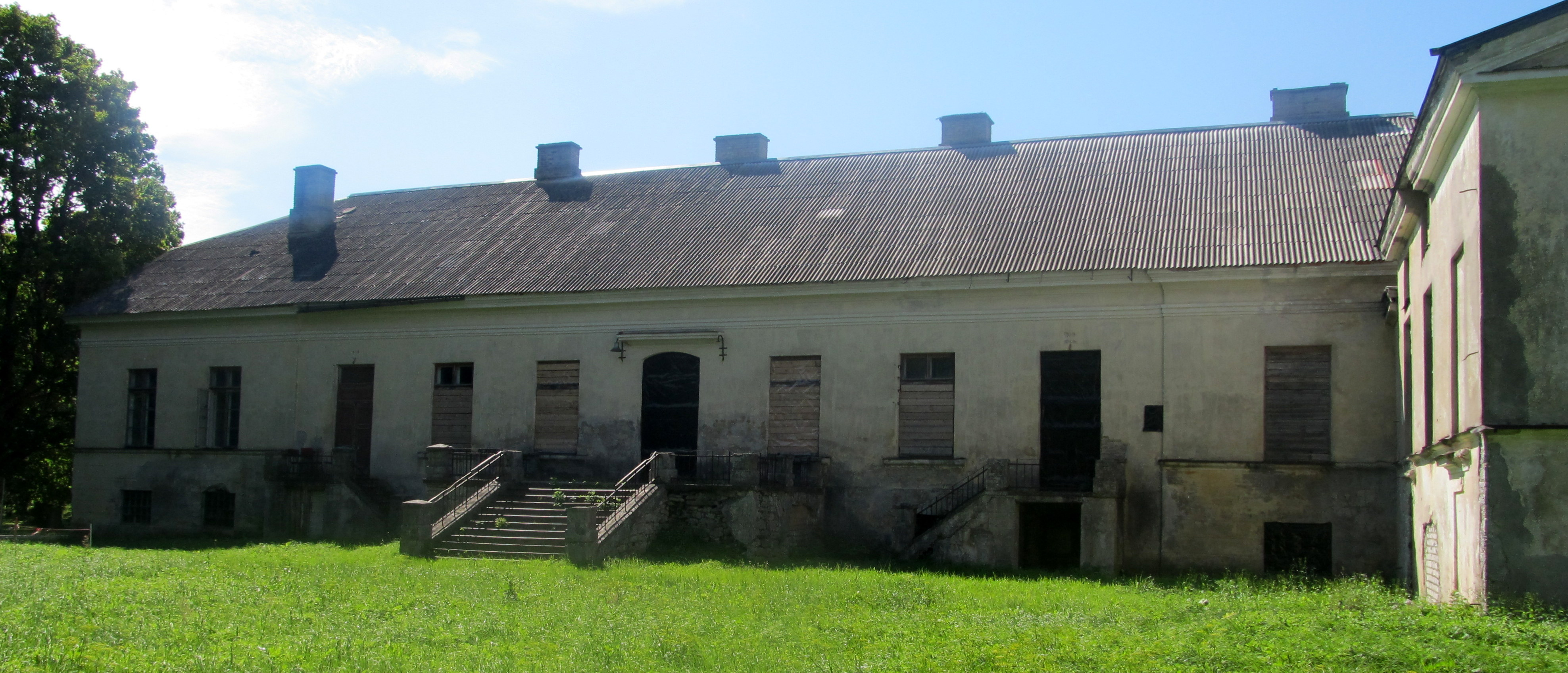
De achterkant
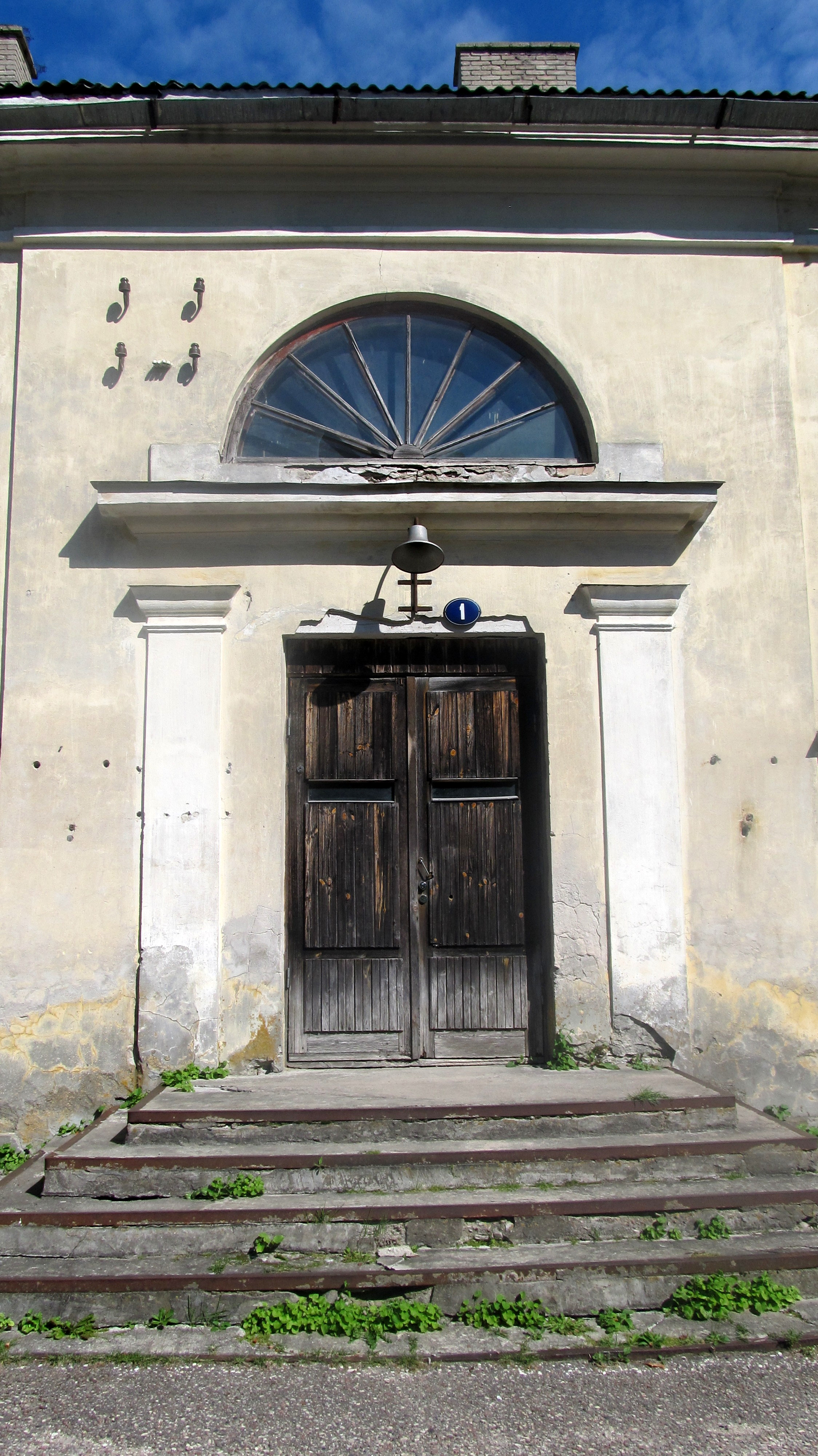
Ingang
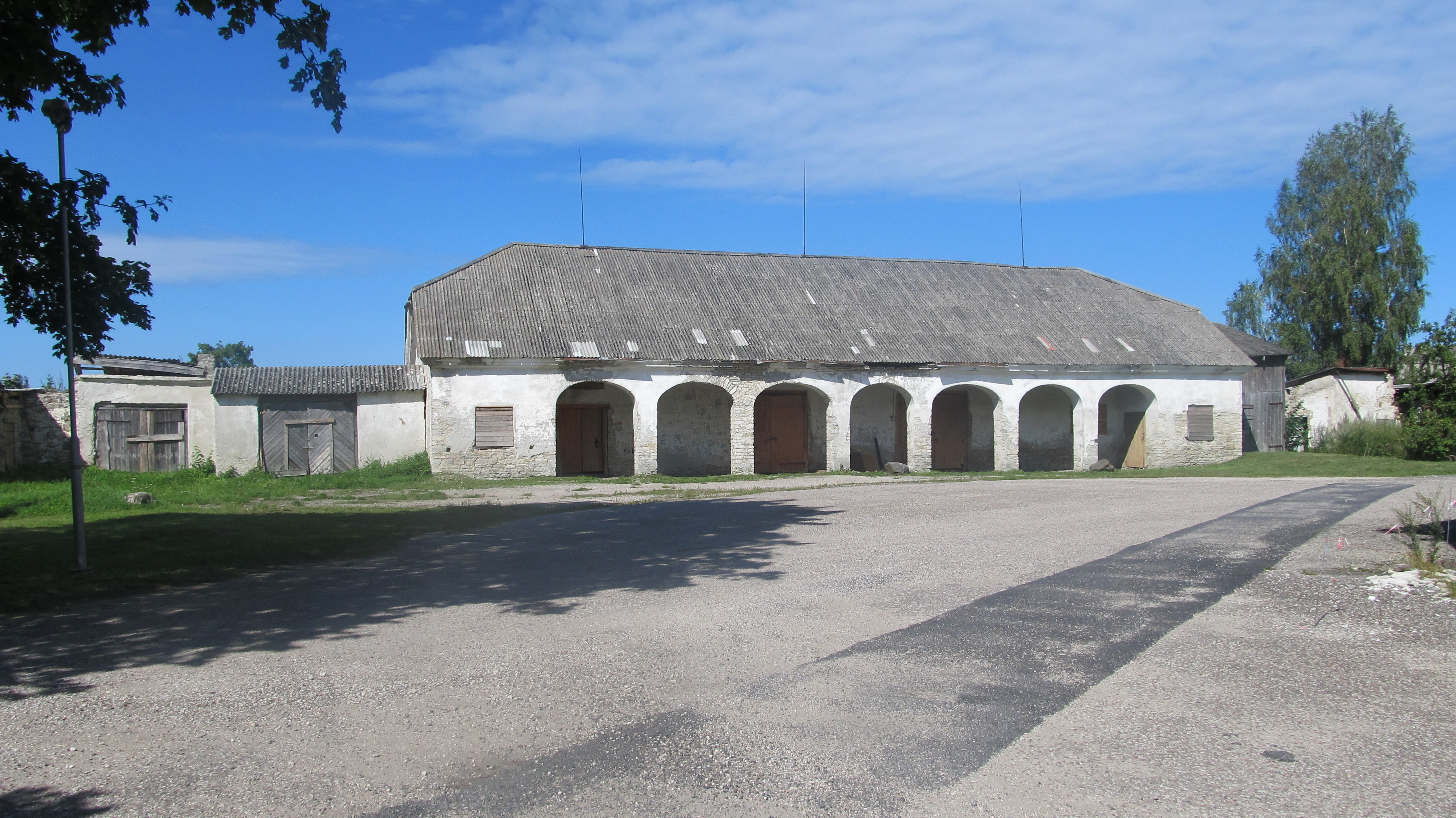
Stal
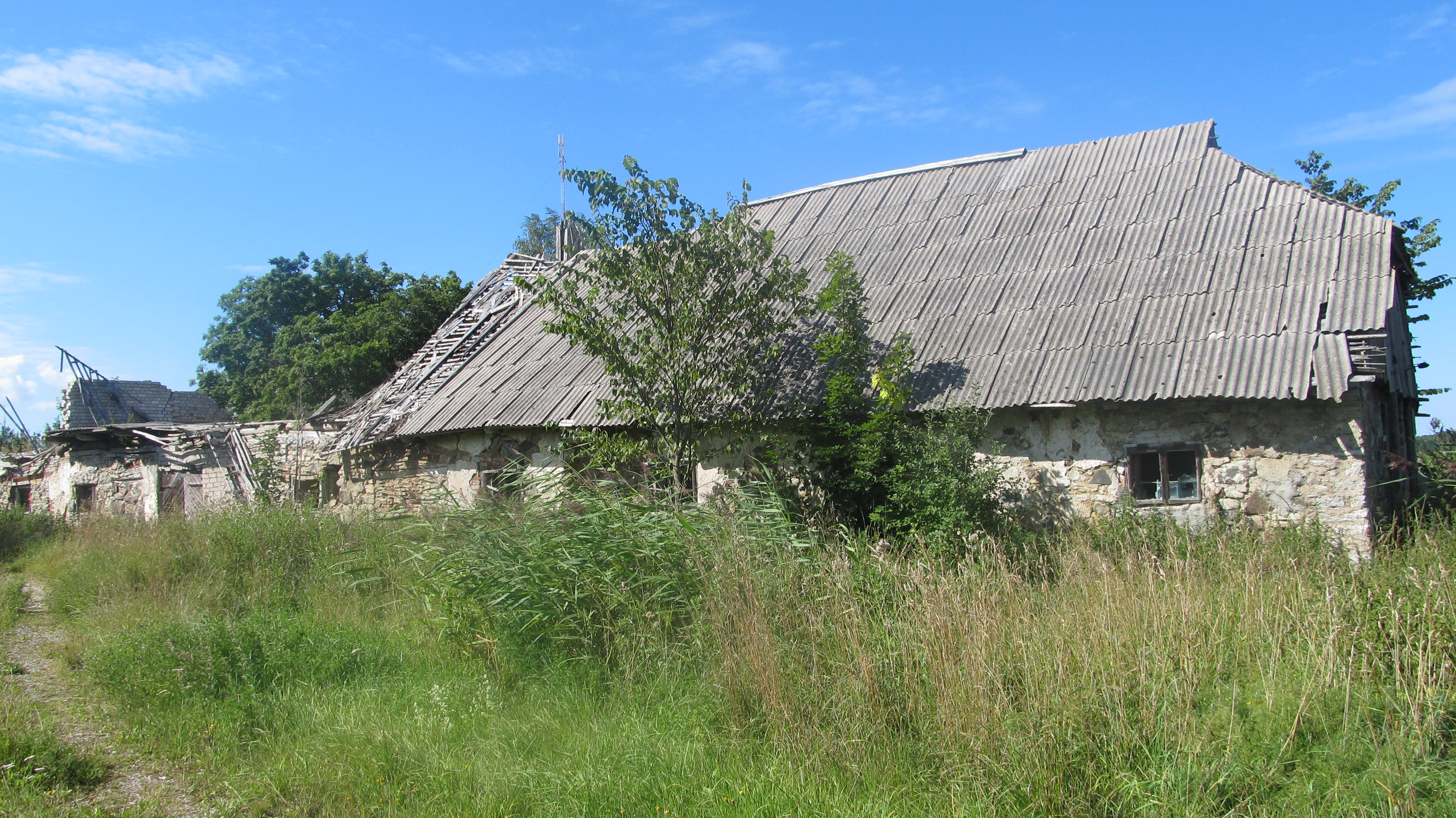
Resten van een stal
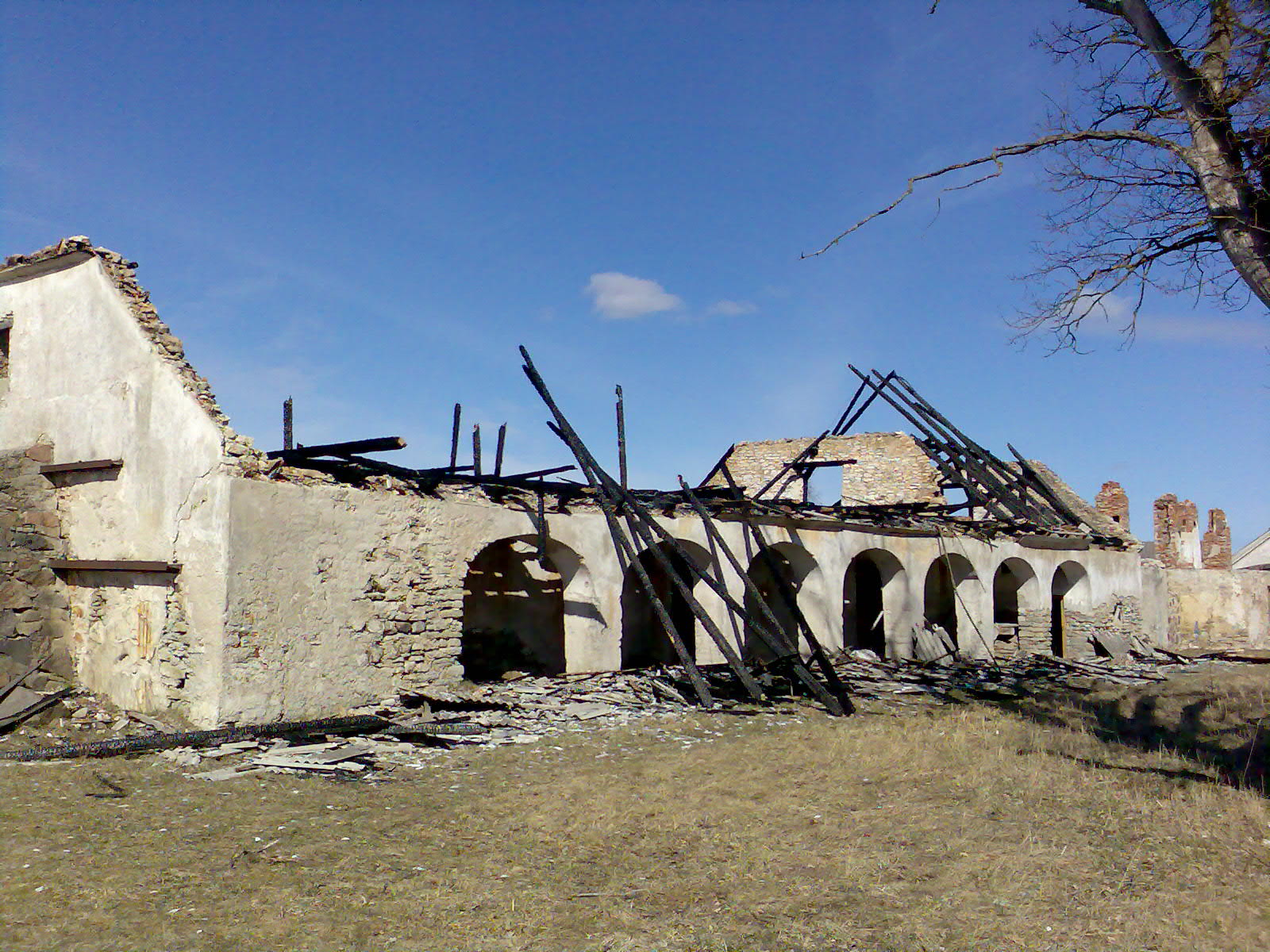
Uitgebrande schuur